# Stefania Niekrasz
Stefania Niekrasz, Niekraszowa (ur. 5 lipca 1886 w Warszawie, zm. 26 września 1973 w Londynie) – polska pianistka i pedagożka muzyczna.

## Życiorys
Ukończyła studia w Warszawskim Instytucie Muzycznym, gdzie jej nauczycielami byli Ludwik Urstein, Zygmunt Noskowski, Aleksander Michałowski i Józef Turczyński. Uzupełniające studia pianistyczne odbyła u Józefa Śliwińskiego w Rydze. Występowała od 16. roku życia, urządzając poranki muzyczne dla młodzieży i koncerty wieczorne. Była współzałożycielką powołanego do życia w 1921 roku Konserwatorium Muzycznego Pomorskiego Towarzystwa Muzycznego w Toruniu, gdzie wykładała grę na fortepianie i teorię muzyki. W 1936 roku założyła Instytut Muzyczny w Nowogródku. Występowała na falach Polskiego Radia w Warszawie, Toruniu i Wilnie, wygłaszała też publiczne odczyty o kompozytorach polskich.
Podczas II wojny światowej występowała dla żołnierzy Wojska Polskiego na Bliskim Wschodzie, prowadziła też klasę fortepianu w szkole Młodszych Ochotniczek w Palestynie. W 1943 roku osiadła na stałe w Londynie. Występowała na rzecz inwalidów wojennych, w 1946 roku dała koncert na pierwszym powojennym kongresie naukowym na Sorbonie. W 1951 roku założyła w Londynie polską szkołę muzyczną im. Fryderyka Chopina, a w 1960 roku Stowarzyszenie Polskich Artystów Muzyków Zagranicą. Z jej inicjatywy powołano Instytut Chopina (1961), a w 1963 roku odbył się Międzynarodowy Konkurs Chopinowski dla krajów Wspólnoty Brytyjskiej. W 1964 roku zorganizowała cykl koncertów „Szlakami Chopina”, odbywający się w Anglii, Szkocji i Paryżu. Doprowadziła do odsłonięcia w 1975 roku pomnika Chopina przed londyńskim Royal Festival Hall. Została pochowana na cmentarzu Powązkowskim w Warszawie.
Była propagatorką muzyki Fryderyka Chopina. Publikowała artykuły w pismach polskich i zagranicznych, w 1943 roku na łamach „Studiów irańskich” ogłosiła rozprawę o muzyce irańskiej, przetłumaczoną później na francuski i perski. Wspomagała młodych muzyków w koncertach i uzyskaniu zezwolenia na pobyt w Anglii. Otrzymała Krzyż Zasługi z Mieczami (1943) oraz Odznakę honorową „Zasłużony dla Kultury Polskiej” (1970).